# Aragoa dugandii
Aragoa dugandii är en grobladsväxtart som beskrevs av Rafael Romero. Aragoa dugandii ingår i släktet Aragoa och familjen grobladsväxter. Inga underarter finns listade i Catalogue of Life.